# Lợn Tamworth

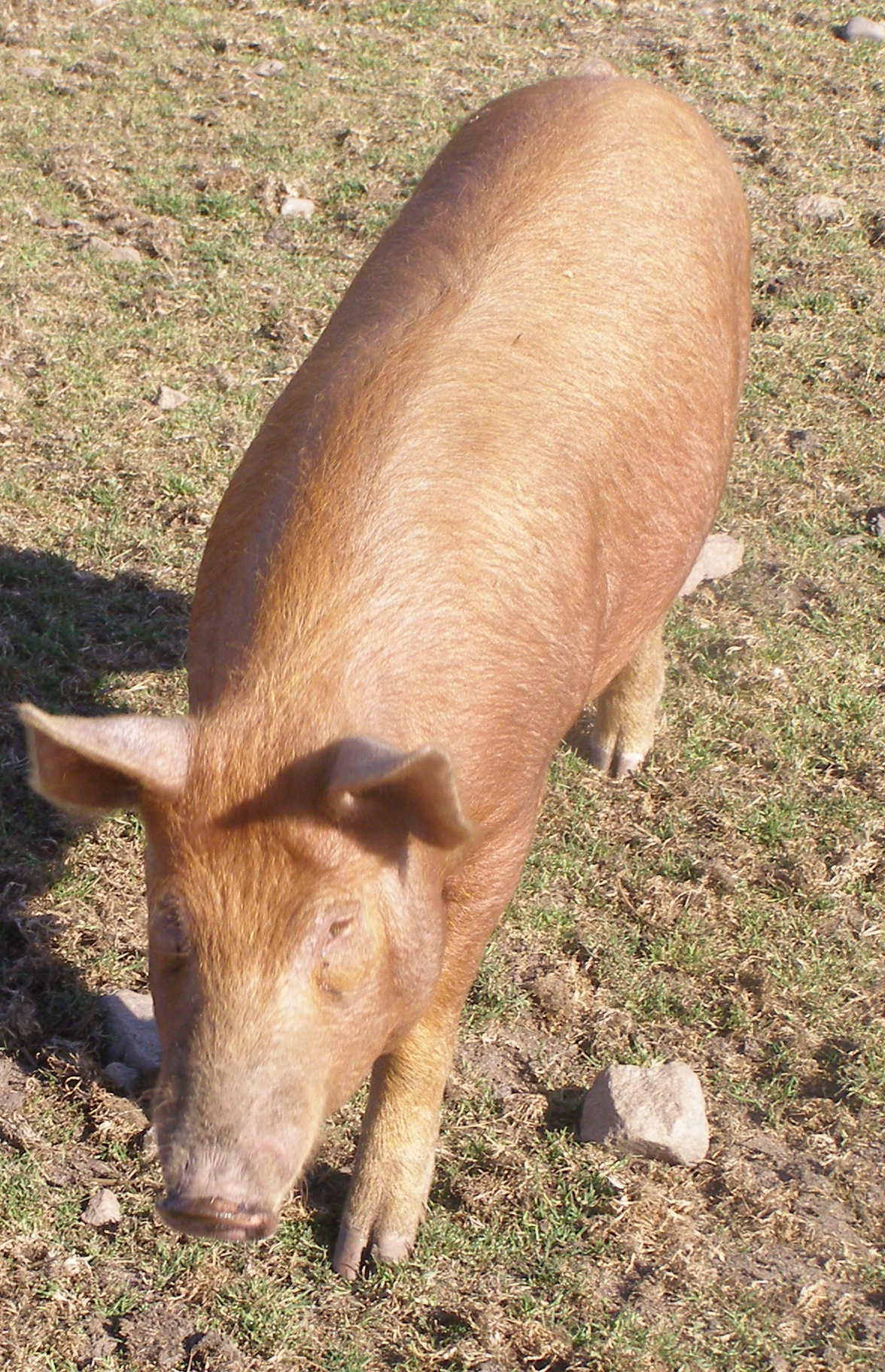
Một con lợn Tamwort

Lợn Tamworth là một giống lợn nội địa có nguồn gốc ở Tamworth thuộc Vương quốc Anh, với nguồn gốc đầu vào từ giống lợn Ireland. Nó là một trong những giống lâu đời nhất của các giống lợn, nhưng như với nhiều giống cổ xưa của giống vật nuôi, nó không phù hợp với các phương pháp chăm sóc hiện đại và được liệt kê trong tình trạng bị "đe dọa" tại Hoa Kỳ và "dễ bị tổn thương" ở Anh bởi các hiệp hội giống, chúng nay là ít hơn 300 con lợn nái giống vẫn còn đăng ký. Giống lợn này là bề ngoài có màu gừng điểm tô màu đỏ và là gợi lên suy nghĩ về tình trạng có nguồn gốc từ lợn rừng, lai chéo với những giống lợn bản địa của châu Âu. Quần thể chính của chúng ngày nay là ở Vương quốc Anh, Úc, Mỹ, New Zealand, và Canada. 

## Mô tả
Nhìn tổng thể bề ngoài chúng có hình dạng đầu dài và một cơ thể dài và hẹp. Đôi tai dựng đứng và nhọn, trong khi khuôn mặt có các đường thẳng cũng như mõm. Màu sắc từ nhạt đến đậm gụ tóc đỏ hoe đỏ. Sớm hơn trong lịch sử giống, màu sắc của chúng là màu cam và màu tím, nhưng ngành chăn nuôi đã tiến hành loại bỏ các tính trạng tô màu cam. Mật độ lông bảo vệ làn da của nó khỏi bị tổn hại tia cực tím từ ánh nắng mặt trời; Tuy nhiên, khi chúng thay lông từ tháng Sáu đến tháng Tám (ở Bắc Bán cầu), chúng hay chui vào bóng râm hoặc đầm mình phủ bùn đầy người để ngăn ngừa cái cháy nắng. Các lớp phủ bùn để cung cấp cho những con lợn làm mát mình, vì những con lợn không thể đổ mồ hôi.
Những con lợn Tamworth được coi là một giống lợn cỡ vừa xét về tầm vóc và khối lượng, với một con lợn hoàn toàn trưởng đực giống thành khác nhau từ 250–370 kg (550-820 lb) và lợn nái trưởng thành 200–300 kg (440-660 lb). Chiều dài con lợn trưởng thành khoảng 100–140 cm (39–55 in) và chiều cao khoảng 50–65 cm (20–26 in) là phổ biến. Những con lợn lớn đuôi cuộn tròn là khoảng 24 đến 30 cm (9,4–12 in).
Giống động vật này được chọn giống bởi có một cổ và chân dài thực sự, và bởi bên sâu, nhưng lưng hẹp. Cấu trúc thịt của nó là khá cơ bắp và chắc. Loài này được biết đến vì có cấu trúc bàn chân rất tuyệt vời và một hệ thống xương tốt. Kích thước nhỏ hơn thương mại thường có phần giống. Các tính năng không thể chấp nhận theo người hâm mộ giống là: tóc xoăn, bờm thô, mũi hếch lên, và các đốm đen trên bộ lông, đây được coi là những lỗi và không được chấp nhận.

## Hành vi

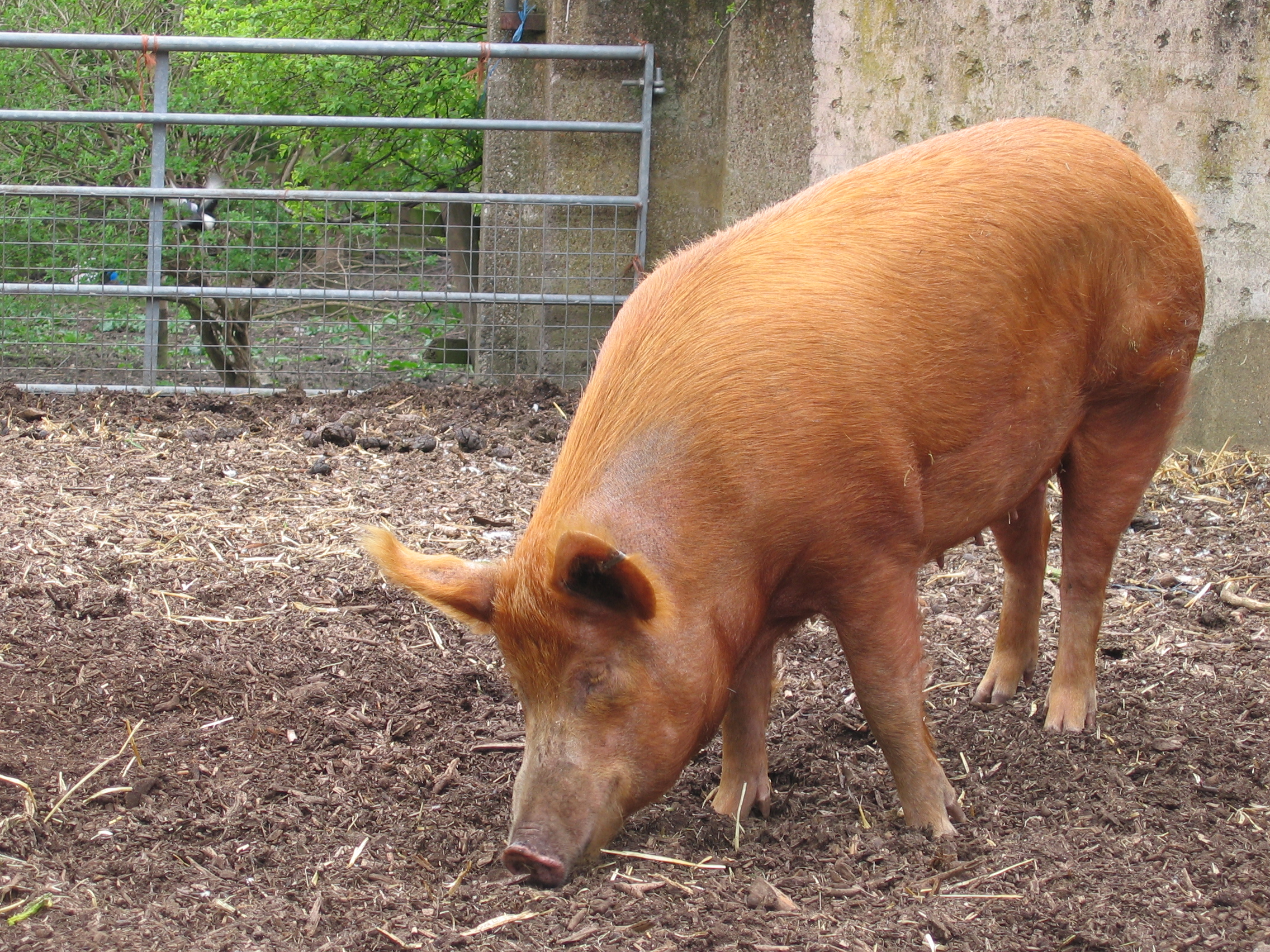
Lợn đang được nuôi theo hình thức bán chăn thả

Các tính cách nổi bật nhất của lợn Tamworth là sức chịu đựng tuyệt vời của nó đối với khí hậu bất lợi. Giống này không thích nghi tốt trong các điều kiện về phía bắc hơn của nó: như Scotland và Canada, nơi, mùa đông rất khắc nghiệt và giá lạnh, không chỉ liên quan đến những cơn gió lạnh nhưng rất cao. Các động vật không chỉ bền bỉ và sống kiên cường, nhưng như vậy là cực kỳ thích hợp cho việc chăn thả trong rừng, có thể ăn và tiêu hóa mạnh về cây dương xỉ.
Chăn thả gia súc tương hợp với Tamworth, có thể lấy thức ăn gia súc đã để lại đằng sau trong đồng cỏ mở. Điều này cho biết, lợn Tamworth có thể được bảo vệ lãnh thổ của chúng (tập tính lãnh thổ), và như vậy chúng hơi hung dữ với bất kỳ loại vật nuôi khác cùng sống trong đồng cỏ. Loài động vật này rất hiệu quả trong việc đào bới, ủi, khai quật trong khi rễ cho thức ăn trong rừng hoặc đồng cỏ. Giống lợn này được sử dụng trong các hệ thống canh tác trên cơ sở cỏ.
Lợn nái chứng minh kỹ năng tốt của bà mẹ, sự chịu đựng trong tất cả các lứa bú. Một lứa thường có quy mô từ sáu đến mười heo con. Lợn con lúc sinh ra trông hoang dã và cảnh giác với người thường, nhưng dễ dàng điều chỉnh để tương tác của con người. Tamworth tìm một bố trí tốt và tận hưởng sự chú ý của con người. Lợn Tamworth sẵn sàng để giết mổ trong khoảng từ 25-30 tuần.

## Lịch sử
Con heo giống có nguồn gốc ở Tamworth Drayton Manor thuộc động sản của Sir Robert Peel tại Tamworth, Staffordshire, sau khi đàn gia súc hiện có mà lai từ năm 1812 với lợn từ Ireland được gọi là "Irish Grazer" khi mà ông Peel đã nhìn thấy ở Ireland vào năm 1809. Phần lớn việc cải thiện các giống đã diễn ra tại Staffordshire và do đó thuộc các quận Warwickshire, Leicestershire, và Northamptonshire, Anh. Các giống lợn xuất hiện, trong số ít nhất lai với các giống không thuộc châu Âu, và do đó nó là một trong những gần nhất với heo rừng gốc châu Âu.
Năm 1865 lợn Tamworth được công nhận giống ở Anh vào năm 1885. Lợn Tamworth đã được nhập khẩu vào Hoa Kỳ bởi ông Thomas Bennett của rossville, Illinois, năm 1882. Ngay sau đó chúng nhập vào Canada, nơi một dân số hiện nay tồn tại. Các hiệp hội giống lợn Tamworth đang hoạt động tại Vương quốc Anh, Hoa Kỳ, và Canada; tuy nhiên, chúng được coi là một giống quy mô nhỏ. Từ năm 1913 đến giữa thế kỷ này, các giống đạt số đỉnh cao ở Canada, đạt tới 10% tổng dân số lợn. Ở Úc, các giống đạt số đỉnh cao của khoảng 1000 vào giữa thế kỷ 20, số đàn hiện đại đã đạt đến con số cực kỳ quan ngại trong mỗi năm 

## Bảo tồn
Là một giống lợn được coi là có bộ gen khá xa từ hầu hết lợn thương mại hiện đại, các con lợn Tamworth được coi là một sự lựa chọn tuyệt vời cho lai giống. Nó đôi khi được gọi là một con lợn thịt xông khói bởi vì khả năng của mình để đạt được khối lượng cơ thể cao mà không cần nhiều chất béo trên thực tế. Quần thể hiện được biết đến (lợn nái giống) là: Hoa Kỳ (1000); Vương quốc Anh (340); Canada (254); Australia (55) và New Zealand (20). Các hiệp hội giống ở mỗi quốc gia xem xét bảo tồn những ưu tiên cao nhất, với sự nhấn mạnh lớn khi lưu giữ.

## Nổi tiếng
Một con lợn thuộc giống này là cặp đôi Tamworth đã trở nên nổi tiếng khi một cặp lợn đã trốn thoát trong khi đang được dỡ xuống từ một chiếc xe tải ở tại lò mổ ở Englishtown của Malmesbury, Wiltshire vào tháng 1 năm 1998. Lợn (sau này có tên Butch và Sundance hay Butch Cassidy và Sundance Kid) đã chạy trốn trong hơn một tuần, và việc tìm kiếm chúng gây ra một sự chú ý truyền thông lớn, cũng như lợi ích công cộng cả ở Anh và ở nước ngoài. Chúng là những con lợn dũng cảm đã cùng nhau trốn chạy trước khi bị đưa đi giết mổ.

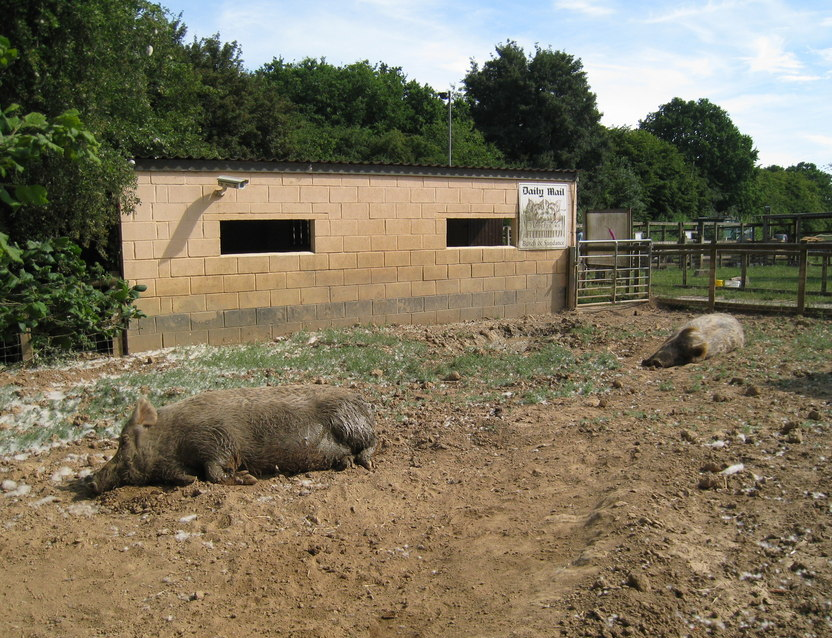
Đôi lợn

Butch (lợn nái) và Sundance (heo rừng) là những con lợn Tamworth em gái và em trai. Cả hai đều là năm tháng tuổi Khi chủ sở hữu của họ, Took chúng bằng xe tải đi V & G Newman đến lò mổ ở Malmesbury vào ngày 08 tháng 1 năm 1998. Ngay sau khi họ dỡ xuống từ xe tải, hai con lợn đã trốn thoát bằng cách ép người lòn qua qua một hàng rào và bơi qua sông Avon và trốn thoát vào khu vườn gần đó.
Hai con lợn đã dành gần như cả tuần của chúng về sống tự do trong một bụi rậm gần đồi Tetbury. Như câu chuyện của chúng đã được rò rỉ ra ngoài và những phương tiện truyền thông trong những con lợn thoát tăng vọt trên cả nước, báo chí lồng tiếng cặp "Butch và Sundance" ngoài vòng pháp luật sau khi Mỹ. Các mạng Mỹ NBC và một số phương tiện truyền thông Nhật Bản là một trong những phương tiện truyền thông quốc tế để cho thấy một mối quan tâm lớn trong những câu chuyện và gửi phóng viên đưa câu chuyện.
Những con lợn đã được ước tính trị giá 40-50 £ và chủ sở hữu của họ, Arnoldo DiJulio, một người quét đường nói rằng họ có quyền được chiếm lại. Cuối cùng, tờ Daily Mail đã mua lợn từ DiJulio lại độc quyền câu chuyện của chúng. Con Butch cuối cùng bị bắt vào tối ngày 15 tháng 1, khi nó và Sundance đã được phát hiện kiếm ăn trong vườn của một vài nhà ở địa phương, Harold và Mary Clarke. Sundance trốn vào các bụi cây một lần nữa, nhưng những gì chúng ỉa ra ngoài đã bị phát hiện và chúng bị săn bởi một khẩu súng phi tiêu, nhưng nó có một làn da rất dày và hai phi tiêu bật ra khỏi nó. Sundance được đưa đến một phẫu thuật thú y nơi các bác sĩ thú y đã xem xét
Trong tháng 6 năm 2004, một chiến dịch phát động để tạo ra một bức tượng để kỷ niệm đôi lợn này ở Malmesbury, cùng với một dấu vết điêu khắc dọc theo sông Avon.
Hai con lợn sống - biếu không của tờ Daily Mail - tại Trung tâm Giống vật hiếm, một khu bảo tồn động vật gần Ashford tại Kent. Câu chuyện của đôi lợn Tamworth đã được kể lại bởi phương tiện truyền thông. Con Butch chết ở tuổi 13 vào ngày 08 Tháng 10 năm 2010, sau khi ốm nặng còn Sundance Có vẻ là khá hài lòng với cuộc sống hiện tại. Nó có nhiều không gian hơn một chút trên giường vào ban đêm. Tại thời điểm cái chết của Butch, trung tâm mà lặng lẽ nhận được thắc mắc về cặp đôi Tamworth.
Năm 2003, BBC sản xuất và phát sóng một bộ phim truyền hình dài 60 phút mang tên The Legend of the Tamworth Two (tạm dịch: Huyền thoại về đôi lợn Tamworth). Giám đốc sản xuất Sally Woodward nói với BBC News Online: Bộ phim kể về câu chuyện của Butch và Sundance đã trở thành một huyền thoại, như thế nào lại một lần nữa hoặc trong trường hợp này, và trong quá trình nó tự làm nhỏ người làm cho chúng những kẻ đào tẩu nổi tiếng nhất Do đó, cho thấy thế giới hành vi của con người trong mối quan hệ của họ với các loài động vật.